# Liencourt
Liencourt is een gemeente in het Franse departement Pas-de-Calais (regio Hauts-de-France) en telt 256 inwoners (2005). De plaats maakt deel uit van het arrondissement Arras.

## Geografie
De oppervlakte van Liencourt bedraagt 3,4 km², de bevolkingsdichtheid is 75,3 inwoners per km².
De onderstaande kaart toont de ligging van Liencourt met de belangrijkste infrastructuur en aangrenzende gemeenten.

## Demografie
Onderstaande figuur toont het verloop van het inwonertal (bron: INSEE-tellingen).